# Harley-Davidson Ironhead

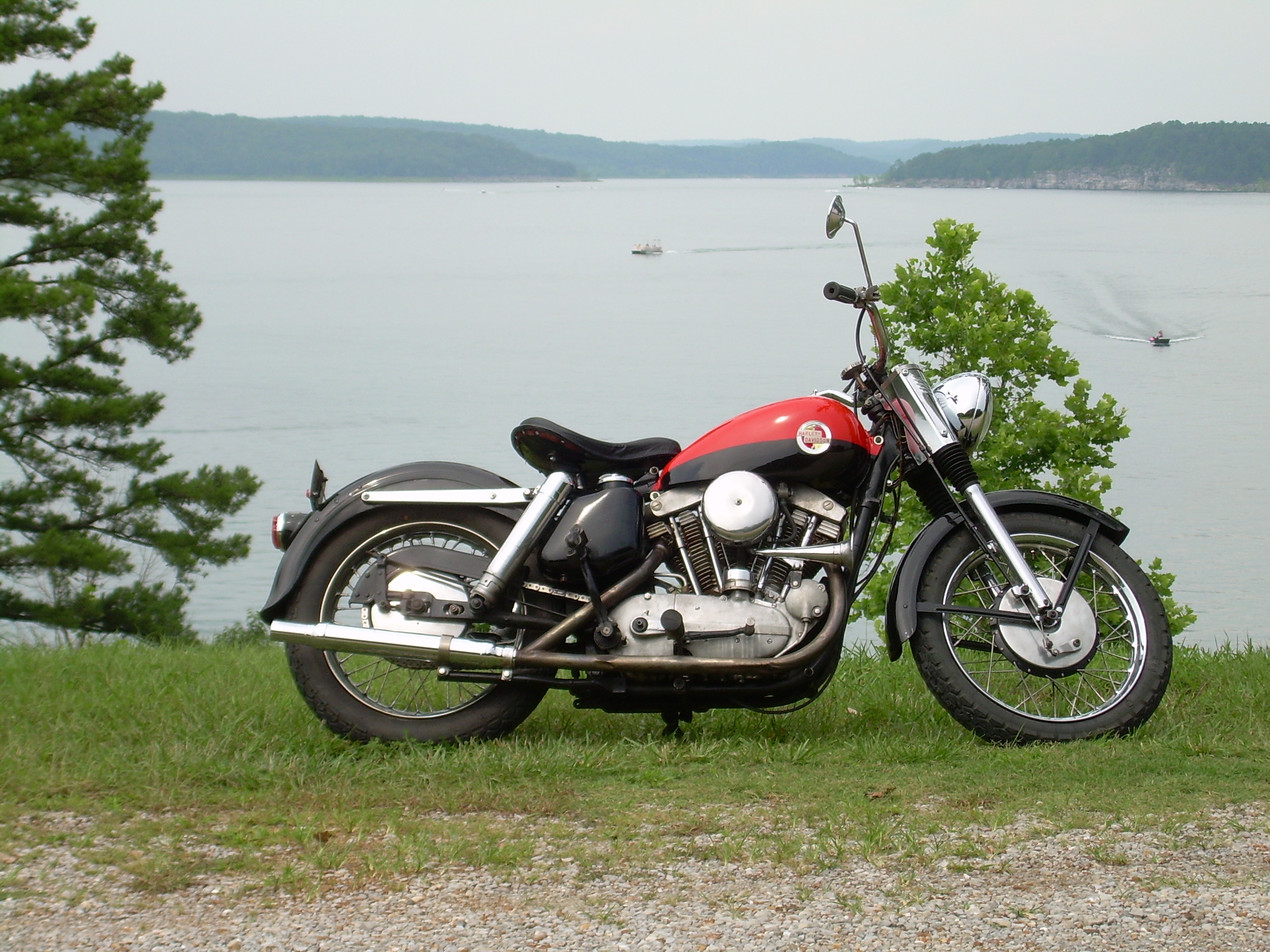
Sportster de 1957.

L'Ironhead est un moteur de moto Harley-Davidson, ainsi nommé en raison de la composition de la tête de cylindre en acier (iron), au lieu de l'aluminium. Le moteur est un V-twin à deux soupapes par cylindre, et poussoirs. Il a été produit à partir de 1957 jusqu'en 1985. Il a été remplacé par le moteur Evolution en 1986 sur toute la gamme Sportster.
Il fut d'abord proposé avec une cylindrée de 55 pouces cubes.
Ce nom a été appliqué aux modèles Sportster qui ont utilisé ce moteur.